# Jaylen Johnson
Jaylen Johnson (Ypsilanti, 7 agosto 1996) è un cestista statunitense.

## Vita privata
Sua madre Janetta ha giocato a pallacanestro all'Università del Wisconsin, ed è la prima donna a detenere il record di stoppate fatte, con 130 in una stagione. La madre ha giocato professionalmente in Portogallo per 4 anni.

## Carriera

### High school
Johnson ha concluso la sua carriera nelle superiori con una media di 13,6 punti, 9,6 rimbalzi, 5,3 stoppate e 4,1 assist per partita.

### Università
È entrato nella squadra maschile di Louisville Cardinals per l'annata 2014-15. Nei tre anni successivi ha raggiunto un totale di 88 convocazioni, giocando in 22 da titolare. La sua media per partita era 5,2 punti, 3,5 rimbalzi. La sua stagione migliore è stata nel 2016-17 quando ha realizzato 8,0 punti per partita.
Ad aprile 2017 si dichiara eleggibile per il Draft NBA 2017, ma non viene scelto.

### Carriera professionale
Dopo non esser stato scelto nel Draft NBA 2017, partecipa ad un allenamento con i Chicago Bulls. È stato tagliato dai Bulls il 14 ottobre, per poi entrare nella squadra dei Windy City Bulls.
Il 25 marzo 2018 firma con i Chicago Bulls, per poi venire tagliato il giorno successivo.